# Bernardino de Rossi
Bernardino de Rossi (fl. XV-XVI secolo) è stato un pittore italiano del Rinascimento attivo a Pavia dal 1490 al 1511.

## Biografia
Fu uno degli artisti chiamati a Milano nel 1490 per decorare il Castello Sforzesco di Ludovico il Moro.   
Nella chiesa di Santa Maria della Pusterla, a Pavia, è raffigurata una Vergine con santi e donatori, firmata e datata da lui nel 1491.   
Tra il 1498 e il 1508 decorò la Certosa di Pavia con dipinti murali, di cui rimangono ancora gli affreschi dell'Eterno, dei Profeti e della Vergine Annunziata.   
Durante i primi anni del XVI secolo affrescò la cappella di Sant'Espedito della chiesa di San Marino a Pavia.   
Nel 1506-1507 eseguì alcuni affreschi nella chiesa parrocchiale di Pancarana (Battesimo di Cristo, Martirio di Sant’Agata, Martirio di  Santa Lucia), riscoperti nel 1895.  
Nel 1511 eseguì alcuni affreschi per la chiesa di Vigano Certosino (Gaggiano), appartenente ai certosini di Pavia, che ora sono scomparsi.